# Grzegorz Gerwazy Gorczycki

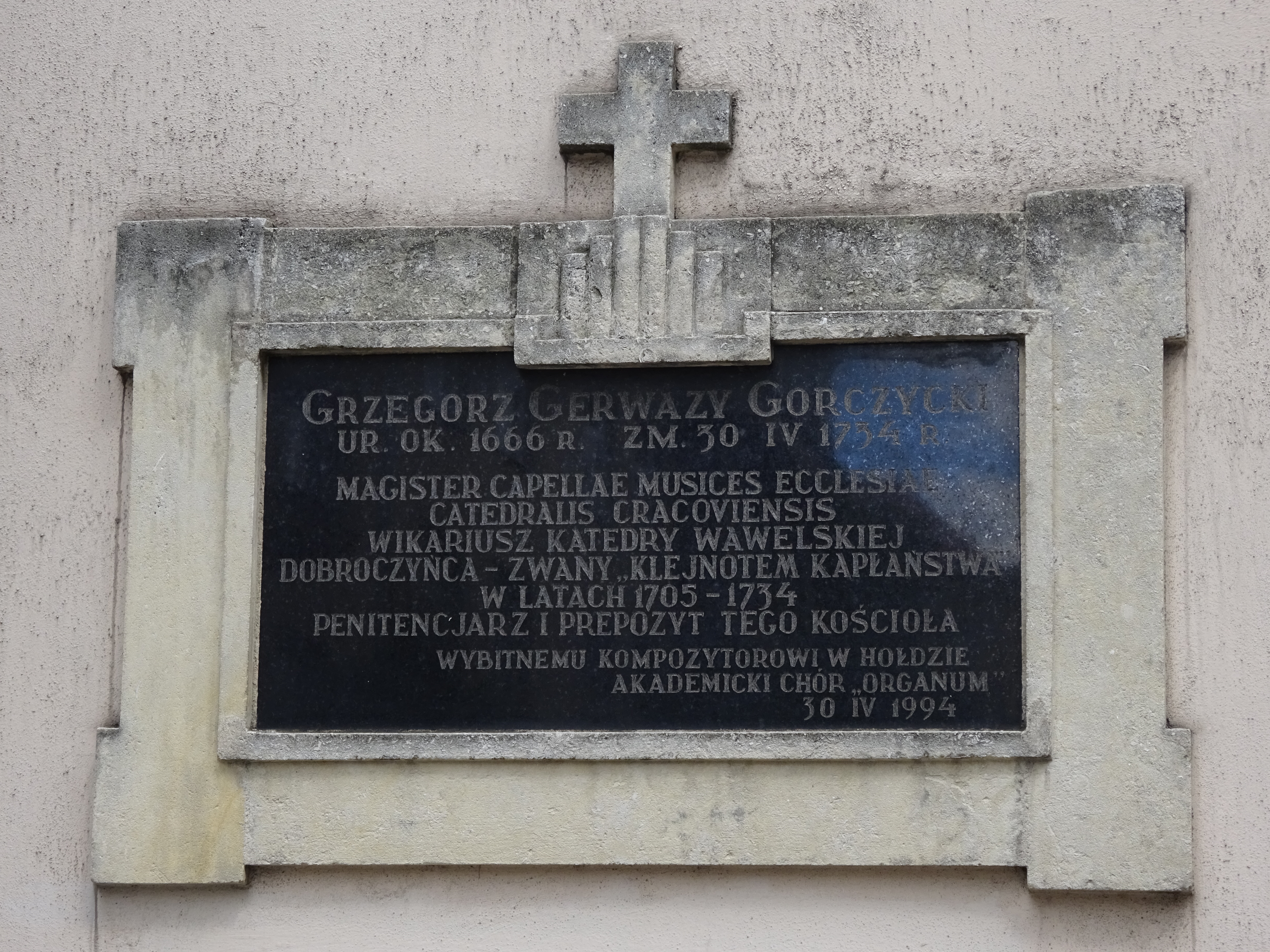
Tablica upamiętniająca Grzegorza Gerwazego Gorczyckiego wmurowana w zachodnią ścianę kościoła Bożego Miłosierdzia w Krakowie, gdzie był penitencjarzem i prepozytem. Odsłonięta 30 kwietnia 1994 - w 260 rocznicę śmierci.

ks. Grzegorz Gerwazy Gorczycki, właściwie Grzegorz Gorczyca (ur. ok. 1665–1667 w Rozbarku k. Bytomia, zm. 30 kwietnia 1734 w Krakowie) – duchowny katolicki, kompozytor i kapelmistrz. Uważany za jednego z najwybitniejszych kompozytorów polskiej muzyki barokowej, nazywany polskim Händlem.

## Życiorys
Rodzice Gorczyckiego, Adam i Anna Gorczycowie, byli wolnymi kmieciami, właścicielami największego folwarku we wsi Rozbark (dziś dzielnica Bytomia), ówcześnie w Monarchii Habsburgów, ale przynależącej do diecezji krakowskiej. Początkowe nauki G. Gorczyca pobierał prawdopodobnie w miejscowej szkole parafialnej; ok. 1678 zapisał się na Uniwersytet Karola w Pradze, gdzie ukończył studia na wydziale sztuk wyzwolonych i filozofii. Pobyt w Pradze trwał prawdopodobnie do 1683. Następnie przez około 7 lat Gorczycki studiował teologię na Uniwersytecie Wiedeńskim i otrzymał tytuł licencjata teologii. W 1689 lub w rok później przybył do Krakowa, gdzie 23 grudnia 1690 przyjął święcenia niższe: ostiariusza, lektora, egzorcysty i akolity, w 1691 otrzymał subdiakonat, w lutym 1692 diakonat, a w miesiąc później (dokładnie 22 marca 1692) święcenia kapłańskie (nieprawdą jest, że Gorczycki otrzymał święcenia kapłańskie po studiach trwających tylko 5 miesięcy). W tym też czasie zmienił formalnie nazwisko Gorczyca na Gorczycki (pierwotna wersja nazwiska pojawia się sporadycznie w aktach do 1695). Wkrótce po przyjęciu święceń kapłańskich został oddelegowany na 2 lata do reorganizowanej tzw. Akademii Chełmińskiej w Chełmnie na Pomorzu, prowadzonej przez księży misjonarzy, a więc to samo zgromadzenie, które kierowało seminarium duchownym na Wawelu. Do obowiązków Gorczyckiego – oprócz wykładów w wyższych klasach – należało przygotowywanie uczniów do wystawiania na scenie szkolnej popisowych dialogów i deklamacji. Miał też Gorczycki jakieś zajęcia dydaktyczne w chełmińskim seminarium misjonarzy. Kierował również kapelą kościoła archiprezbiterialnego, który od 1680 formalnie należał już do księży misjonarzy. Nie wiemy, jakim zespołem mógł tam dysponować, ale był to prawdopodobnie niewielki zespół wokalno-instrumentalny.
Po 2 latach w 1694 Gorczycki wrócił do Krakowa, gdzie otrzymał stanowisko wikariusza katedralnego; poza stałym dochodem upoważniało ono do zamieszkania na Wawelu. W 1696 kapituła powołała Gorczyckiego na stanowisko penitencjarza, czyli spowiednika katedralnego. 10 stycznia 1698 został mianowany kapelmistrzem katedry z tytułem Magister capellae musices Ecclesiae Cathedralis Cracoviensis; to przesądziło o fakcie, że główną dziedziną jego działalności stała się muzyka. Funkcję tę pełnił aż do śmierci. W zakres obowiązków Gorczyckiego jako kapelmistrza wchodziło dyrygowanie i przygotowywanie repertuaru, komponowanie utworów własnych, przygotowywanie (tj. kopiowanie) głosów kompozycji innych autorów, utrzymywanie w repertuarze utworów tradycyjnie śpiewanych przez kapelę, a skomponowanych zarówno przez autorów polskich, jak i obcych. Kapela Gorczyckiego niewątpliwie reprezentowała dobry poziom wykonawczy, jeśli była w stanie wykonywać utwory wokalno-instrumentalne swego kapelmistrza.
Z biegiem lat wzrastało znaczenie Gorczyckiego w środowisku krakowskim, zwiększały się też jego obowiązki, i to zarówno te, z którymi wiązały się pewne dochody w postaci prebend, jak też wynikające z jego otwarcia się na potrzeby ludzkie. W 1702 Gorczycki otrzymał prebendę kaplicy św. Stanisława, tak zwaną prebendę angelicką, związaną z działalnością w zespole wokalnym kaplicy. Po najazdach szwedzkich, które spustoszyły Kraków (1702, 1705), otrzymał godność kanonika kolegiaty w Skalbmierzu, z czym wiązała się rezygnacja z wikariatu. W 1727 został proboszczem kościoła Bożego Miłosierdzia na przedmieściu Krakowa, zwanym Smoleńskiem; funkcja ta związana była z opieką nad szpitalem przykościelnym. W 1728 kapituła mianowała Gorczyckiego egzaminatorem w seminarium duchownym.
Jeszcze przed powołaniem Gorczyckiego na kapelmistrza katedry, rozpoczął on sprawowanie opieki nad więźniami osadzonymi w basztach zamku wawelskiego. Wszystkie te czynności spełniał do końca życia. Pochowany został prawdopodobnie w kościele Bożego Miłosierdzia na Smoleńsku; na jego cześć wmurowano w katedrze wawelskiej tablicę pamiątkową, na której określono Gorczyckiego jako „Gemma Sacerdotum” – klejnot kapłaństwa. Należy zdementować wiadomość powtarzaną niemal w całej literaturze o rzekomym przeziębieniu się Gorczyckiego podczas uroczystości koronacyjnych Augusta III w styczniu 1734 (według innych: podczas uroczystości żałobnych w rocznicę śmierci Augusta II, na które napisał Conductus funebris), co miało być bezpośrednim powodem jego śmierci. Chorował prawdopodobnie już od jesieni 1733, jak wynika z analizy prowadzonej przez niego księgi wydatków na kapelę.

## Twórczość
Gorczycki jest twórcą głównie muzyki religijnej. Są to kompozycje a cappella (niekiedy z basso continuo) w stile antico: motety, msze, pieśni oraz utwory wokalno-instrumentalne z basso continuo w stile moderno, wykorzystujące bogatą technikę koncertującą: wieloodcinkowe i wersetowe koncerty religijne, a także kantaty zespołowe.

### Wybrane dzieła
Stile moderno (seconda prattica):
- Illuxit sol
- Completorium
- Laetatus sum
- Litaniae De Providentia Divina
- Conductus funebris
- In virtute Tua

Stile antico (prima prattica):
- Tota pulchra es Maria
- Missa paschalis
- Missa Rorate caeli
- Sepulto Domino
- Omni die dic Mariae